# Christine Kafando
Christine Kafando é uma ativista da causa da HIV/AIDS, nascida em Burquina Fasso. Desde a década de 1990, ela tem participado ativamente dos esforços pela prevenção e resposta ao HIV / AIDS. Ela foi reconhecida pela Ordem de Mérito de Burquina Fasso e pela Legião de Honra da França pelo seu trabalho.

## Biografia
Kafando nasceu na Costa do Marfim. Ela se mudou para Bobo-Dioulasso, Burquina Fasso, em 1994. Ela se casou com o marido em 1997, aos 25 anos. Naquele ano, os dois fizeram testes de HIV; Kafando era soropositiva, mas seu marido não. Depois que o casal se divorciou, Christine adotou dois filhos, em 1999 e 2002.
Christine Kafando decidiu dedicar seus esforços a trabalhos relacionados com as questões de HIV / AIDS. Como voluntária para uma organização local, ela defendeu o teste de HIV e atuou como uma intermediadora entre pacientes e médicos. Em 2001, como parte de seu trabalho ativista, Christine se tornou a primeira mulher burquinesa a revelar publicamente sua soropositividade. Ela é creditada por encorajar o então presidente Blaise Compaoré a declarar seu apoio aos esforços relacionados ao HIV / AIDS e a anunciar publicamente que ele próprio faria o teste de HIV.
Kafando fundou e atua como presidente da Espoir Pour Demain (Hope for Tomorrow, "Esperança pelo amanhã" em português), que atende crianças com HIV / AIDS em Bobo-Dioulasso, trabalha pelo aumento da conscientização sobre a transmissão do HIV de mãe para filho e treina jovens para se tornarem educadores entre pares. Ela também coordena a organização Maison des Associations de Lutte Contre le SIDA (Casa das Associações Anti-AIDS).
Em 2004, Chirstine foi condecorada com a Ordem do Mérito Nacional de Burquina Fasso. Em 2011, ela foi nomeada Chevalier da Legião de Honra Francesa, pelo embaixador da França em Burquina Fasso. Em 2014, ela recebeu o Prêmio Internacional da Sidaction, uma instituição de caridade francesa para o HIV / AIDS.